# ピエドラブエナ
ピエドラブエナ（Piedrabuena）は、スペイン、カスティーリャ＝ラ・マンチャ州、シウダー・レアル県のムニシピオ（基礎自治体）。
スペイン国立統計局(INE)による2010年の人口は4,809人。自治体で最も標高が低い地点は海抜540mであり、高い地点は800mから950mの高さの山頂地点がいくつかある。面積は565.36km²。住民呼称はpiedrabuenero/-a。

## 地理

### 人口
| ピエドラブエナの人口推移 1900－2010                     |
|                                                         |
| 出典:INE（スペイン国立統計局）1900年 - 1991年、1996年 - |

## 歴史
ピエドラブエナについてのもっとも古い記録は、ローマ教皇グレゴリウス8世の教書で、1187年のことである。
かつてこの地は様々な文明が通りすぎ、西ゴート王国時代（5世紀から8世紀）には徐々に人口が減少していった。イスラム教徒支配下では、マルカ・メディア（Marca Media）の防衛のために多くのベルベル人が定住した。
1212年のナバス・デ・トロサの戦いの後には、キリスト教徒によるレコンキスタ期間を通じてカラトラーバ騎士団の一角を占めた。このことは同騎士団と同地を領有するトレド大司教との間の紛争の要因となった。

## 政治
自治体首長はカスティーリャ＝ラ・マンチャ社会党（Partido Socialista de Castilla-La Mancha、PSCM-PSOE）のホセ・ルイス・カベサス・デルガード（José Luis Cabezas Delgado）で、自治体評議員は、カスティーリャ＝ラ・マンチャ社会党：7、カスティーリャ＝ラ・マンチャ国民党（Partido Popular de Castilla-La Mancha、PPCLM）：4となっている（2011年5月22日の自治体選挙結果、得票順）
| 1999年6月13日自治体選挙 |        |        |          |
| 政党                    | 得票数 | 得票率 | 獲得議席 |
| PSCM-PSOE               | 2,212  | 74.30% | 10       |
| PPCLM                   | 745    | 25.03% | 3        |

| 2003年5月25日自治体選挙 |        |        |          |
| 政党                    | 得票数 | 得票率 | 獲得議席 |
| PSCM-PSOE               | 2,199  | 74.14% | 8        |
| PPCLM                   | 746    | 25.15% | 3        |

| 2007年5月27日自治体選挙 |        |        |          |
| 政党                    | 得票数 | 得票率 | 獲得議席 |
| PSCM-PSOE               | 1,885  | 68.70% | 8        |
| PPCLM                   | 720    | 26.24% | 3        |
| IU                      | 65     | 2.37%  | 0        |

| 2011年5月22日自治体選挙 |        |        |          |
| 政党                    | 得票数 | 得票率 | 獲得議席 |
| PSCM-PSOE               | 1,755  | 57.47% | 7        |
| PPCLM                   | 1,220  | 39.95% | 4        |
| IU                      | 37     | 1.21%  | 0        |

### 司法行政
ピエドラブエナはシウダー・レアル司法管轄区に属す。

## 名所・史跡
- ミラフローレス城（Castillo de Miraflores）